# Herman en de zes (televisieprogramma)
Herman en de zes is een Nederlandse jeugdserie, waarin de Nederlandse zanger en acteur Herman van Veen de hoofdrol speelt. De serie is het vervolg op De wonderlijke avonturen van Herman van Veen uit 1977 en werd voor het eerst uitgezonden in 1980 op Nederland 2 door de KRO.
De liedjes uit de serie werden uitgebracht op de gelijknamige elpee, met het lied "Hallo, ik ben een zanger".

## Verhaal
Na het avontuur in de molen, woont Herman nu met zijn vrouw Marlous en zijn vrienden in een huisje op een afgelegen terrein in het bos. Herman heeft nu ook een sint-bernardshond, die hem vergezelt op zijn avonturen.

## Rolverdeling
| Acteur             | Personage         |
| ------------------ | ----------------- |
| Herman van Veen    | Herman            |
| Marlous Fluitsma   | Marlous           |
| Erik van der Wurff | Erik-in-de-kas    |
| Harry Sacksioni    | Harry de gitarist |
| Ger Smit           | Hans de kok       |
| Hans Koppes        | Hans de kok       |
| Michiel Kerbosch   | Klabas            |

## Afleveringen
| Nr. | Titel            | Uitzenddatum  |  |
| --- | ---------------- | ------------- |  |
| 1   | Robot I          | 22 april 1980 |  |
| 2   | Robot II         | 29 april 1980 |  |
| 3   | Het appeltje     | 6 mei 1980    |  |
| 4   | De verjaardag I  | 13 mei 1980   |  |
| 5   | De verjaardag II | 20 mei 1980   |  |
| 6   | In m'n uppie     | 27 mei 1980   |  |